# Израэль (царь Аксума)
Израэль — царь Аксума, правивший в конце VI века, предположительно с около 590 по около 600 годы. При нём Аксумское царство, являлось христианским союзником Византийской империи.
Сын царя Калеба.
Известен прежде всего благодаря монетам, отчеканенным во время его правления. Он — один из нескольких аксумских царей с библейским именем, среди других — Иоэль, Калеб, Герсем и, вероятно, Ной. Историк Ричард Панкхерст упоминает имя этого царя как ранний пример иудейского влияния в эфиопской культуре.
Взошёл на престол около 590 года. Восстановление чеканки золотых монет царём Аксума свидетельствует о возрождении политической и экономической мощи царства. Вероятно, это было связано с фактическим распадом Химьярского царства на Аравийском полуострове, которое было главным торговым конкурентом в Аравийском море, и захватом в 599 году персами южной Аравии.
При этом усилился союз с Византией, установились хорошие отношения с Макурией, древним царством на территории современного Северного Судана и Южного Египта. Скончался около 600 года. Наследовал ему брат Герсем.